# Lahmuse
Lahmuse est un village de la commune de Põhja-Sakala, situé dans le comté de Viljandi en Estonie. Avant la réorganisation administrative d'octobre 2017, il faisait partie de la commune de Suure-Jaani. En 2020, la population s'élevait à 84 habitants.
Le manoir de Lahmes construit en 1838, est un exemple remarquable de l'architecture néoclassique, prisée par la noblesse germano-balte.